# Enchelynassa canina
Enchelynassa canina és una espècie de peix de la família dels murènids i l'única del gènere Enchelynassa.

## Etimologia
Enchelynassa prové dels mots grecs enchelys (anguila) i nassa, nessa (illa).

## Morfologia
Els mascles poden assolir els 250 cm de longitud total. És de color marró vermellós durant el dia i gris a la nit. L'origen de l'aleta dorsal es troba entre les comissures de la boca i les obertures branquials. Aletes dorsal i anal sense espines ni radis tous. 141-147 vèrtebres. Anus situat a prop, si fa no fa, de la meitat del cos. Mandíbules primes i en forma de ganxo. Dues fileres de dents a les mandíbules (esmolades i petites les de la filera exterior). Presència visible de grans dents semblants a ullals entre les mandíbules encara que tingui la boca tancada. 3 dents canines a la part davantera de la mandíbula superior. Línia lateral contínua.

## Alimentació
Es nodreix de peixos i polps a la nit. El seu nivell tròfic és de 4,5.

## Hàbitat i distribució geogràfica
És un peix marí, bentònic, associat als esculls (entre 1 i 30 m de fondària) i de clima tropical (25°N-24°S), el qual viu a la conca Indo-Pacífica: les àrees de fort onatge des de les illes Txagos i l'illa de la Reunió fins a Panamà, les illes Hawaii i Tonga, incloent-hi l'illa Christmas, les illes Cocos, l'Índia (incloent-hi Lakshadweep), el Vietnam, Indonèsia, el Japó, el corrent de Kuroshio, Austràlia, el mar del Corall, la Gran Barrera de Corall, Guam, les illes Marshall, la Micronèsia, la Polinèsia Francesa (incloent-hi les illes Tuamotu), les illes Cook, Samoa, la Samoa Nord-americana i les illes Pitcairn.

## Observacions
Pot mossegar per accident o quan se li provoca, s'amaga durant el dia i el seu índex de vulnerabilitat és d'alt a molt alt (74 de 100).